# Peter Longerich

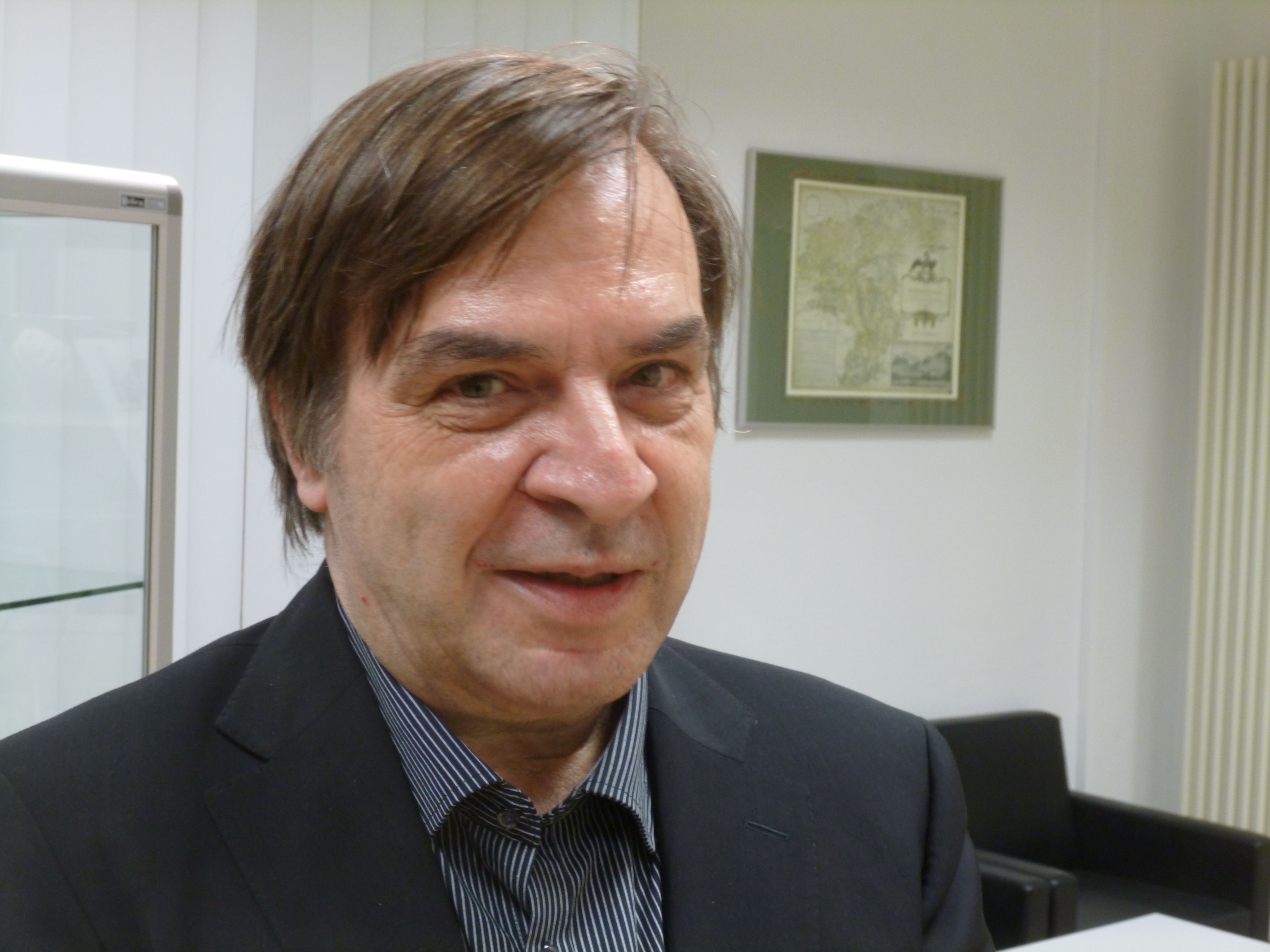
Peter Longerich, en 2015.

Peter Longerich (Krefeld, 1955) es un investigador e historiador alemán. En la actualidad Longerich es considerado por algunos historiadores —entre otros, Ian Kershaw, Richard Evans, Timothy Snyder, Mark Roseman o Richard Overy— como una de las principales autoridades alemanas en el estudio del Holocausto.

## Obras

### Alemán
- —— (1989). Die braunen Bataillone. Geschichte der SA. Beck, Múnich. ISBN 3-406-33624-8.
- —— (1992). Hitlers Stellvertreter. Führung der NSDAP und Kontrolle des Staatsapparates durch den Stab Heß und Bormanns Partei-Kanzlei. K.G. Saur. ISBN 3-598-11081-2.
- —— (1998). Politik der Vernichtung. Eine Gesamtdarstellung der nationalsozialistischen Judenverfolgung. Piper: Múnich. ISBN 3-492-03755-0.
- —— (1998). Die Wannsee-Konferenz vom 20. Januar 1942. Planung und Beginn des Genozid an den Europäischen Juden. Hentrich: Berlín. ISBN 3-89468-250-7.
- —— (2001). Der Ungeschriebene Befehl. Hitler und der Weg zur „Endlösung“. Piper: Múnich. ISBN 3-492-04295-3.
- —— (2006). „Davon haben wir nichts gewusst!“ Die Deutschen und die Judenverfolgung 1933–1945. Siedler: Múnich. ISBN 3-88680-843-2.
- —— (2008). Heinrich Himmler: Eine Biographie. Siedler: Múnich. ISBN 978-3-88680-859-5.
- —— (2010). Goebbels. Biographie. Siedler: Múnich. ISBN 978-3-88680-887-8.
- —— (2015). Hitler. Biographie. Siedler: Múnich. ISBN 978-3-8275-0060-1.
- —— (2016). Wannseekonferenz. Der Weg zur „Endlösung“. Pantheon: Múnich. ISBN 3570553442.

### Inglés
- —— (2003) [2001]. The Unwritten Order: Hitler's Role in the Final Solution. Stroud: Tempus Publishing. ISBN 978-0-7524-2564-1.
- —— (2010). Holocaust: The Nazi Persecution and Murder of the Jews. Oxford: University Press. ISBN 978-0-19-280436-5.
- —— (2011). Heinrich Himmler: A Life. Oxford: University Press. ISBN 978-0-19-959232-6.
- —— (2015). Goebbels: A Biography. Random House. ISBN 978-1400067510.